# Wirtschaftskammer Oberösterreich
Die Wirtschaftskammer Oberösterreich (WKOÖ) ist eine der neun Landeskammern der Wirtschaftskammer Österreich und damit die alleinige gesetzliche Interessenvertretung der Wirtschaft im Bundesland Oberösterreich.

## Mitgliedschaft
Mit Stand 31. Dezember 2020 zählt die öffentlich-rechtliche Körperschaft 101.844 Mitglieder (inklusive Mehrfachmitgliedschaften in verschiedenen Bundesländern), davon sind 82.966 aktive (nicht ruhend gestellte) Mitglieder.
Die WK Oberösterreich zählt 1.446 Funktionäre, 122.421 Spartenmitglieder, 128.889 Fachgruppenmitglieder und beschäftigt 389,55 Mitarbeiter (ohne WIFI, Sparten und Fachorganisationen).
| Jahr | Mitglieder WKO Oberösterreich (Stand: 31.12.2022) | davon aktive (ohne ruhende Mitgliedschaften) |
| ---- | ------------------------------------------------- | -------------------------------------------- |
| 1980 | 34.199                                            | 30.155                                       |
| 1985 | 35.591                                            | 30.661                                       |
| 1990 | 40.967                                            | 33.682                                       |
| 1995 | 47.407                                            | 37.173                                       |
| 2000 | 57.088                                            | 44.946                                       |
| 2001 | 59.397                                            | 46.641                                       |
| 2002 | 61.517                                            | 48.211                                       |
| 2003 | 63.671                                            | 49.999                                       |
| 2004 | 65.604                                            | 51.712                                       |
| 2005 | 67.345                                            | 53.412                                       |
| 2006 | 68.626                                            | 54.900                                       |
| 2007 | 70.094                                            | 56.150                                       |
| 2008 | 74.993                                            | 60.717                                       |
| 2009 | 77.863                                            | 63.015                                       |
| 2010 | 80.241                                            | 65.024                                       |
| 2011 | 82.133                                            | 66.607                                       |
| 2012 | 84.206                                            | 68.099                                       |
| 2013 | 86.996                                            | 70.357                                       |
| 2014 | 89.573                                            | 72.613                                       |
| 2015 | 92.108                                            | 74.718                                       |
| 2016 | 94.324                                            | 76.572                                       |
| 2017 | 96.404                                            | 78.447                                       |
| 2018 | 97.577                                            | 79.638                                       |
| 2019 | 98.886                                            | 80.796                                       |
| 2020 | 101.844                                           | 82.966                                       |
| 2021 | 104.513                                           | 85.633                                       |
| 2022 | 105.276                                           | 87.042                                       |

## Mitglieder nach Sparten
Aktuelle Zahlen für Oberösterreich (Stand per 31. Dezember 2020)
| Mitglieder nach Sparten          | 2020   | 2019   | 2018   | 2017   | 2016   | 2015   | 2014   | 2013   |
| -------------------------------- | ------ | ------ | ------ | ------ | ------ | ------ | ------ | ------ |
| Gewerbe und Handwerk             | 54.194 | 52.643 | 56.622 | 55.365 | 53.464 | 46.882 | 44.312 | 42.073 |
| Handel                           | 32.769 | 31.693 | 35.328 | 35.504 | 35.199 | 30.891 | 30.348 | 29.973 |
| Industrie                        | 1.148  | 1.159  | 1.364  | 1.365  | 1.372  | 1.184  | 1.799  | 1.818  |
| Bank und Versicherung            | 151    | 155    | 162    | 164    | 169    | 181    | 188    | 195    |
| Transport und Verkehr            | 5.482  | 5.360  | 5.877  | 5.790  | 5.792  | 5.116  | 5.053  | 5.028  |
| Tourismus und Freizeitwirtschaft | 10.604 | 10.439 | 11.089 | 11.167 | 11.144 | 10.517 | 10.527 | 10.426 |
| Information und Consulting       | 18.073 | 17.334 | 18.300 | 18.001 | 17.711 | 16.191 | 15.869 | 15.543 |

## Gliederung
Territorial gliedert sich die WKOÖ in eine Zentrale in Linz sowie in 16 Bezirksstellen (Braunau, Eferding, Freistadt, Gmunden, Grieskirchen, Kirchdorf, Linz-Stadt, Linz-Land, Perg, Ried, Rohrbach, Schärding, Steyr, Urfahr-Umgebung, Vöcklabruck, Wels), die neben den Branchenvertretungen die Erstansprechpartner für Mitglieder sind. Fachlich unterteilt sich die WKOÖ in sieben Sparten (Gewerbe und Handwerk, Industrie, Handel, Bank und Versicherung, Transport und Verkehr, Tourismus und Freizeitwirtschaft, Information und Consulting), die wiederum in 93 Fachorganisationen (Fachgruppen, Innungen, Gremien und Fachvertretungen) unterteilt sind. Diese vertreten und beraten in Branchenangelegenheiten.

## Struktur, Leitlinien und Aufgaben
Frei gewählte Funktionäre und angestellte Mitarbeiter arbeiten gemeinsam in der Organisation. Als Interessensvertretung der ansässigen Unternehmen vertritt die Wirtschaftskammer Oberösterreich die Anliegen ihrer Mitglieder nach außen, setzt sich für unternehmensgerechte Rahmenbedingungen ein und wirkt gemeinsam mit den Fachgruppen als Teil der Sozialpartnerschaft beim Abschluss von Kollektivverträgen mit. Ihr obliegt auch die Mitgestaltung der Wirtschaftsförderung. Die Kammer bietet ihren Mitgliedsunternehmen und deren Beschäftigten zahlreiche Dienstleistungen an.

## Angebote
Die Bereiche Service und Bildung sind Kernangebote. Im Service-Bereich gibt es ein Beratungsangebot für Mitgliedsbetriebe (Online-Services, Recht, Karriereberatung und Berufsinformation, Branchen- und Regionalservice, Betriebswirtschaft, Förderungen, Newsletter, Informationen zu den Themen Außenwirtschaft / Umwelt / Technologie / Innovation etc.). Das Bildungsangebot der Wirtschaftskammer Oberösterreich beinhaltet Informationsveranstaltungen, Workshops und die WIFI-Weiterbildungsmöglichkeiten. Die Kammer ist Herausgeber der Zeitung „OÖ Wirtschaft“.

## Dienstleistungen

### Fachorganisationen – Service
- Branchenrecht (z. B. Lebensmittelrecht, Elektrotechnikgesetz etc.)
- Branchenmanagement, Branchenkennzahlen, Bildungspolitik – Service
- Lehrverträge
- Lehrlings-, Meister- und Unternehmerprüfungen
- Karriereberatung – Berufsinformation
- Firmenausbildungsverbund Oberösterreich
- Integration

### Bezirksstellen – Service „vor Ort“
- Gründung
- Gewerberechtsauskünfte
- Regionalspezifische Auskünfte
- Netzwerke
- Behördenstammtische
- Schule – Wirtschaft

### WIFI – Service
- Aus- und Weiterbildung
- Firmen Intern Training
- Unternehmerakademie

## Wirken
Bereiche, wo die Wirtschaftskammer Oberösterreich beispielhaft in den Jahren 2018 und 2019 Maßnahmen mit durchgesetzt hat:
- Rot-Weiß-Rot-Karte: Praxisgerechtere RWR-Card für Arbeitskräfte aus Nicht-EU-Ländern einschließlich verbesserten Asylregelungen für Lehrlinge.
- „Beraten statt Strafen“ – Grundsatz im Verwaltungsstrafgesetz bei kleineren Verstößen.
- Entbürokratisierung durch Bundesrechtsbereinigung, ca. 2.500 Gesetze und Verordnungen wurden ersatzlos gestrichen.
- Senkung und Deckelung der Säumnis- und Betretungszuschläge für Sozialversicherungsbeiträge und Meldepflichtverstöße derselben.
- Beitragssenkung der Arbeitslosenversicherung, Senkung der Krankenversicherungsbeiträge und Verbesserungen beim Kinderbetreuungsgeld für Selbstständige.
- Umsatzsteuer bei Nächtigungen von 13 % auf 10 % gesenkt.
- Das Standortentwicklungsgesetz beschleunigt und vereinfacht Infrastrukturprojekte.

## Geschichte

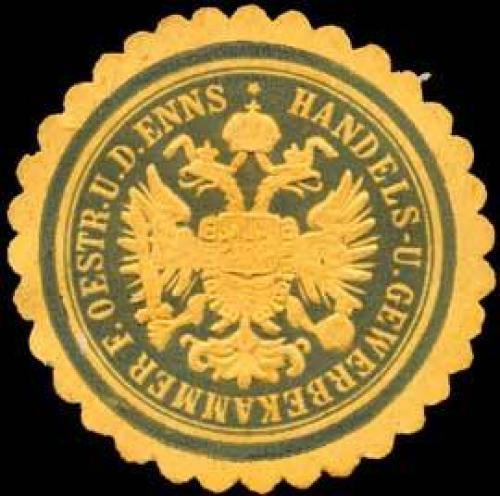
Siegelmarke der Handels - und Gewerbekammer für Österreich ob der Enns

Mit dem Gesetz über die Errichtung von Handels- und Gewerbekammern vom 18. März 1850 wurden im Kaisertum Österreich Handels- und Gewerbekammern eingerichtet. Sie hatten die Aufgaben von Handelskammern. Ab 1861 wählte die Handels- und Gewerbekammer Linz drei Abgeordnete in den Oberösterreichischen Landtag und einen Abgeordneten in den Reichsrat. Daraus ging die Wirtschaftskammer Oberösterreich hervor.

## Präsidenten
(Quelle: )
- 1946 bis 1957: Josef Klein
- 1957 bis 1980: Franz Schütz
- 1980 bis 1990: Rudolf Trauner senior
- 1990 bis 2000: Kurt Kaun
- 2000 bis 2003: Viktor Sigl
- 2003 bis 2017: Rudolf Trauner junior
- seit 2017: Doris Hummer